# Głuszyna (województwo zachodniopomorskie)
Głuszyna (niem. Dowenheide) - była osada w Polsce, obecnie nie wymieniana w TERYT i spisie miejscowości gminy w Polsce, położona w województwie zachodniopomorskim, w powiecie białogardzkim, w gminie Tychowo.